# Sabaterpia valida
Sabaterpia valida is een rechtvleugelig insect uit de familie van de sabelsprinkhanen (Tettigoniidae). De wetenschappelijke naam van deze soort is voor het eerst voorgesteld als Ephippiger validus door Franz Werner in een publicatie uit 1932.
Deze soort komt in Marokko (Midden-Atlas).